# Marcus Furius Bibaculus
Marcus Furius Bibaculus (103 př. n . l.? Cremona – 1. století př. n. l.?) byl římským básníkem patřícím do skupiny básníků, jež jsou nazýváni neoterikové.  

## Život
Byl krajanem a blízkým přítelem gramatika Valeria Catona. Podle Suetonia se narodil roku 103 př. n. l., ale pravděpodobnější je, že byl vrstevníkem jiného neoterika, Valeria Catulla a narodil se tak zhruba o 10 let později, než se Suetonius domníval. Pocházel z města Cremona na severu Itálie, ale stejně jako ostatní členové okruhu nových básníků žil v Římě.

## Dílo
Byl autorem několika básnických sbírek, z nichž známe názvy dvou děl, Práce noci a Anály války s Gally (u této sbírky je Bibaculovo autorství sporné a je možné, že pravým autorem je Furius Anthianus). Dále se dochovaly dvě lehce ironické básně věnované jeho učiteli Valeriovi Catonovi a několik fragmentů děl. Stejně jako pro Valeria Catulla jsou pro něj typické satirické verše namířené proti nejmocnějším a nejvlivnějším Římanům jeho doby.

## Ukázky z díla
Epigramy
| „                                   | Mého Catona dům-li někdo vidí, roubenici suříkem malovanou a ty Priápy, strážce zahrádečky, žasne, jakýmže studiem se mohl dobrat takové moudrosti ten člověk, když ho hrozny jen dva, tři kapustičky s trochou samopše v jedné malé jizbě živí téměř až do krajního stáří. | “ |
| — Přeložil Otakar Smrčka a kolektiv | |   |

| „                                   | Ty oský starče, ty z Catiny synu, ty z Kýmu jsi děvka. | “ |
| — Přeložil Otakar Smrčka a kolektiv |                                                        |   |

| „                                   | Galle, věřitel po celičkém Římě, tuhle prodával Catonovu villu, my pak žasli jsme nad tím vzácným mistrem, skvělým básníkem, velkým dramatikem, že je schopen rozřešit každý problém, avšak z dluhu se vyzout nedovede. Hle, vtip Kratétův, hle, duch Zénodotův! | “ |
| — Přeložil Otakar Smrčka a kolektiv | |   |

| „                                   | Cato gramatik, ta Siréna římská, jen on básníky čte a také dělá. | “ |
| — Přeložil Otakar Smrčka a kolektiv |                                                                  |   |